# 宽果丛菔
宽果丛菔（学名：Solms-laubachia eurycarpa），为十字花科丛菔属下的一个植物种。